# Patró arquitectònic (informàtica)
Els patrons arquitectònics són patrons de software que ofereixen solucions a problemes d'arquitectura de programari en enginyeria de software. Donen una descripció dels elements i el tipus de relació que tenen juntament amb un conjunt de restriccions sobre com poden ser fets servir. Un patró arquitectònic expressa un esquema d'organització estructural essencial per a un sistema de software, que consta de subsistemes, les seves responsabilitats i interrelacions. En comparació amb els patrons de disseny, els patrons arquitectònics tenen una escala més gran.
Encara que un patró arquitectònic comunica una imatge d'un sistema, no és una arquitectura com a tal. Un patró arquitectònic és més un concepte que captura elements essencials d'una arquitectura de programari. Moltes arquitectures diferents poden implementar el mateix patró i, per tant, compartir les mateixes característiques. A més, els patrons són sovint definits com una cosa "estrictament descrita i comunament disponible". Per exemple, l'arquitectura en capes és un estil de crida-i-retorn, quan defineix un estil general per a interaccionar. Quan això és descrit estrictament i comunament disponible, és un patró.
Un dels aspectes més importants dels patrons arquitectònics és que encarnen diferents atributs de qualitat. Per exemple, alguns patrons representen solucions a problemes de rendiment i altres poden ser utilitzats amb èxit en sistemes d'alta disponibilitat. Al principi de la fase de disseny, un arquitecte de software escull quins patrons arquitectònics millor ofereixen les qualitats desitjades per al sistema.
Exemples de patrons arquitectònics inclouen els següents:
- Capes
- Presentació-abstracció-control
- Tres nivells
- Pipeline
- Invocació implícita
- Sistema pissarra
- Peer-to-peer
- Arquitectura orientada a serveis
- Objectes nus
- Model-Vista-Controlador